# Borels fixpunktsats
Inom matematiken är Borels fixpunktsats en fixpunktssats som generaliserar Lie–Kolchin sats. Satsen säger att om G är en sammanhängande lösbar algebraisk grupp som verkar regelbundet på en icke-tom komplett algebraisk varietet V över en algebraiskt sluten kropp k, då finns det en G-fixpunkt av V. Den bevisades av Armand Borel (1956).

### Allmänna källor
- Borel, Armand (1956). ”Groupes linéaires algébriques”. Ann. Math. (2) (Annals of Mathematics) 64 (1):  sid. 20–82. doi:10.2307/1969949.